# Сурновка (Брянская область)
Сурновка — деревня в Дубровском районе Брянской области, в составе Сергеевского сельского поселения. Расположена в 3 км к востоку от деревни Алешинка, в 14 км к юго-западу от Сещи. Постоянное население с 2006 года отсутствует.

## История
Упоминается с XVIII века; до 1929 входила в Рославльский уезд (с 1861 — в составе Сергиевской волости, с 1922 в Епишевской, с 1924 в Сещенской волости); действовала частная школа. Находилась у границы с Брянским уездом, по другую сторону которой существовал одноимённый хутор (входил в Алешинскую волость).
До 1954 — центр Сурновского сельсовета, в 1954—1959 в Деньгубовском сельсовете.